# Carphochaete
Carphochaete, rod glavočika iz podtribusa Piqueriinae, dio tribusa Eupatorieae.

## Opis
Carphochaete je mali rod koji se nalazi u sjevernom Meksiku i proteže se do jugozapada SAD-a. Razlikuje se po papusu od 5-10 krilatih osa i po cipselama koje su često 10-rebraste. Slična je steviji, ali se razlikuje po tome što tipično ima 6 (umjesto 5) ovojnih brakteja i 4-6 (umjesto 5) cvjetova po glavici. King i Robinson u svom tretmanu Eupatorieae prepoznaju dva različita roda, Cronquistia i Revealia, kao dva različita roda, ali molekularni podaci sugeriraju da su one unutar roda Carphochaete.

## Vrste
1. Carphochaete bigelovii A.Gray
2. Carphochaete durangensis Grashoff ex B.L.Turner
3. Carphochaete grahamii A.Gray
4. Carphochaete macrocephala (Paray) Grashoff ex B.L.Turner & K.M.Kerr
5. Carphochaete pringlei (S.Watson) Grashoff ex B.L.Turner
6. Carphochaete schaffneri Greenm.
7. Carphochaete wislizeni A.Gray

## Sinonimi
- Cronquistia R.M.King; Brittonia 20: 11 (1968)
- Revealia R.M.King & H.Rob.; Phytologia 33: 277 (1976)

## Vanjske poveznice
|  | Zajednički poslužitelj ima još gradiva o temi Carphochaete |